# Gabriele Hooffacker

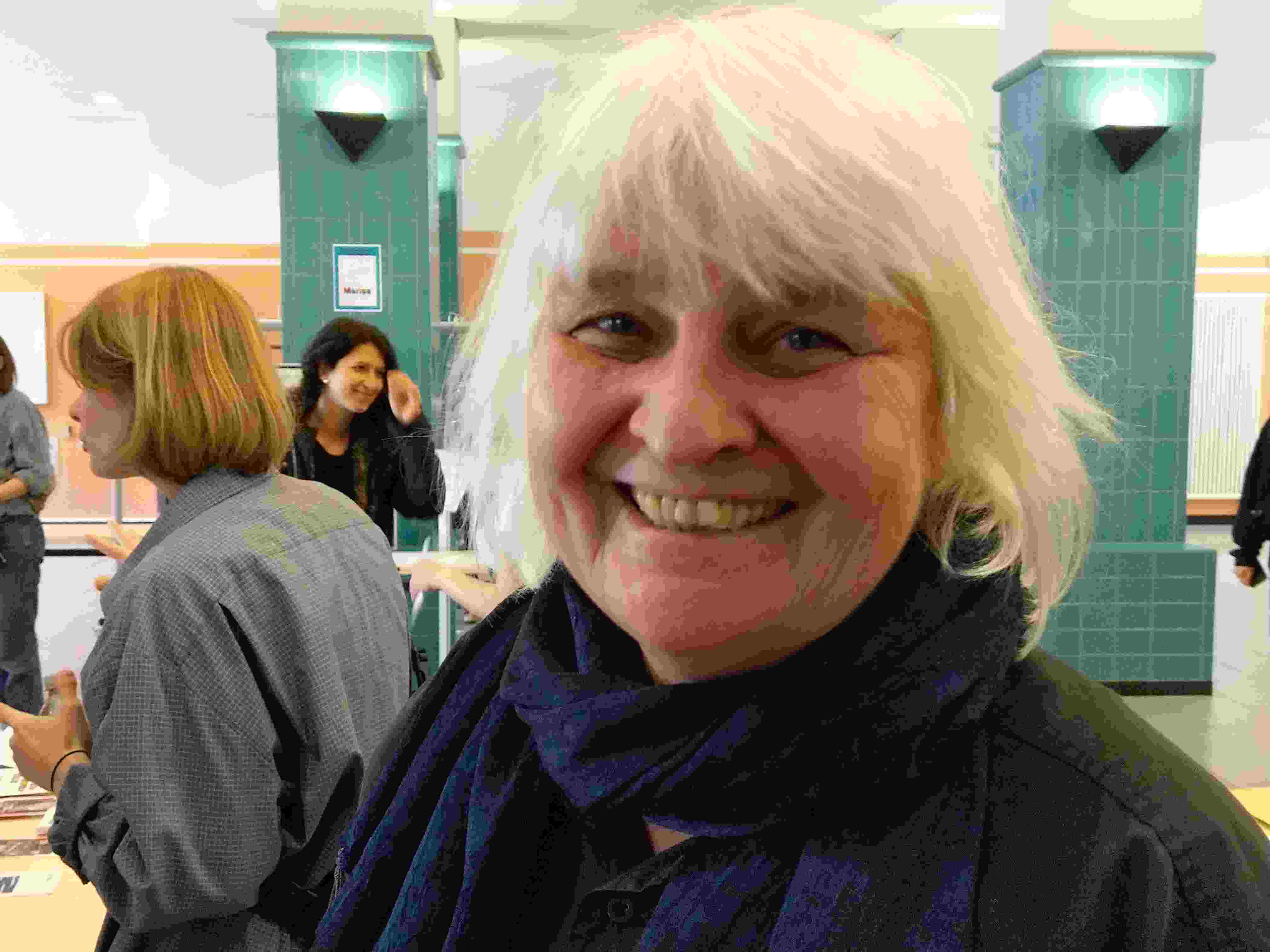
Gabriele Hooffacker bei der Langen Nacht der Computerspiele 2024

Gabriele Hooffacker (* 10. Februar 1959 in München) ist eine deutsche Journalistin, Professorin und Journalismus-Lehrerin. Sie lehrt an der Hochschule für Technik, Wirtschaft und Kultur Leipzig. Ihre Arbeits- und Forschungsschwerpunkte sind Online-Medien, interaktive und partizipative Formate im Journalismus sowie digitale Lehr- und Lernmedien. Von 2017 bis 2025 organisierte sie jährlich die Lange Nacht der Computerspiele an der HTWK Leipzig.

## Werdegang
Gabriele Hooffacker studierte Germanistik, Geschichte und Wirtschaftswissenschaften an der Ludwig-Maximilians-Universität München. Währenddessen war sie Mitarbeiterin der Monumenta Germaniae Historica. 1986 wurde sie mit einer Arbeit über Einblattdrucke des 17. Jahrhunderts promoviert.
Gemeinsam mit Peter Lokk und anderen gründete sie 1987 ein Mailbox-Netzwerk für Umwelt-, Frauen-, Friedens- und Menschenrechtsgruppen (ab 1991: CL-Netz). 1998 veröffentlichte sie den „Online-Guide Frauen und Netze“, gemeinsam mit Rena Tangens, zum Thema Androzentrismus im Internet. 1997 erschien der „Online-Guide Politik und Gesellschaft“, gemeinsam mit Peter Lokk, in dem sie rechtsextreme Aktivitäten im Internet dokumentierte. Sie und Peter Lokk erhielten 1997 gemeinsam den ersten Preis der Gesellschaft für Medienpädagogik (GMK). 1999 gründete sie die Münchner Journalistenakademie.
Als Journalistin arbeitet sie unter anderem für die Online-Magazine Carta, Telepolis und onlinejournalismus.de sowie die Fachzeitschrift „Journalist“. Vorher schrieb sie für die Computerzeitschriften c’t, PC Professionell oder PC Direkt und die Magazine Stern oder Focus. Ihre Sachbücher rund um Medien und Internet erschienen im Rowohlt-Verlag, bei Econ oder bei Springer VS.

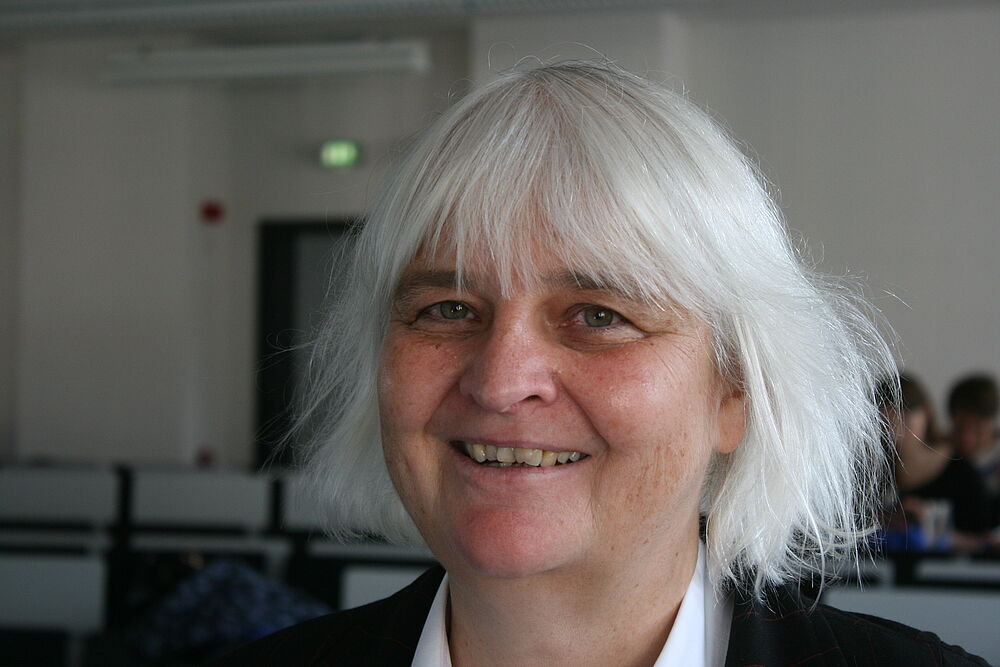
Gabriele Hooffacker an der HTWK Leipzig, Fachtagung "Neue Öffentlichkeiten" 2017

Gabriele Hooffacker hat 1999 die Journalistenakademie in München gegründet, die Mitglied im MedienCampus Bayern ist. Sie lehrt Online-Journalismus u. a. an der Leipzig School of Media, in Redaktionen und Unternehmen. Seit 2006 gab sie gemeinsam mit Walther von La Roche (1936–2010) die Journalismus-Reihe Journalistische Praxis heraus. Seit 2010 führt sie die Buchreihe im Econ Verlag, seit 2013 bei Springer VS als alleinige Herausgeberin weiter. Mit Horst Pöttker, Tanjev Schultz und Martina Thiele gibt sie seit 2018 die Online-Zeitschrift „Journalistik – Zeitschrift für Journalismusforschung“ heraus.
Seit 2019 ist Hooffacker stellvertretende Institutsdirektorin des Instituts für Digitales Lehren und Lernen der HTWK Leipzig. Sie war ferner Studiendekanin verschiedener Studiengänge, u. a. Fernsehproduktion (B.A.) und Medienproduktion (B.A.). Von 2020 bis 2025 war sie Mitglied des Hochschulrates der HTWK.
Gabriele Hooffacker ist Mitglied in der Deutschen Gesellschaft für Publizistik- und Kommunikationswissenschaft sowie in der Jury des Alternativen Medienpreises.

## Schriften (Auswahl)
- mit Peter Lokk: Wir machen Zeitung Ein Handbuch für den Journalismus zum Selbermachen. Steidl, Göttingen 1989, ISBN 3-88243-130-X.
- mit Peter Lokk: Pressearbeit praktisch  Handbuch für die Media Relations. Econ, Berlin 2011, Reihe: Journalistische Praxis, ISBN 978-3-430-20119-3.
- mit Cornelia Wolf: Technische Innovationen – Medieninnovationen? Herausforderungen für Kommunikatoren, Konzepte und Nutzerforschung. Springer VS, Wiesbaden 2016, ISBN 978-3-658-14953-6
- mit Klaus Meier: La Roches Einführung in den praktischen Journalismus: Mit genauer Beschreibung aller Ausbildungswege Deutschland · Österreich · Schweiz. Springer VS, Wiesbaden 2017, ISBN 978-3-658-16657-1 (= Journalistische Praxis)[4]
- mit Wolfgang Kenntemich, Uwe Kulisch: Die neue Öffentlichkeit. Wie Bots, Bürger und Big Data den Journalismus verändern. Springer VS, Wiesbaden 2018, ISBN 978-3-658-20808-0
- mit Marc Liesching: Agenda-Setting bei ARD und ZDF? Analyse politischer Sendungen vor der Bundestagswahl 2017. Otto-Brenner-Stiftung, Frankfurt am Main 2019[5]
- Online-Journalismus: Texten und Konzipieren für das Internet. Ein Handbuch für Ausbildung und Praxis. 5. Auflage, Springer VS, Wiesbaden 2020, Reihe: Journalistische Praxis, ISBN 978-3-658-10771-0.
- Warum wir die Medien nicht verstehen – und sie uns nicht. Springer VS, Wiesbaden 2024, ISBN 978-3-658-44944-5.[6]